# Cantonul Blois-5
Cantonul Blois-5 este un canton din arondismentul Blois, departamentul Loir-et-Cher, regiunea Centru, Franța.

## Comune
- Blois (parțial, reședință)
- Fossé
- Marolles
- Saint-Bohaire
- Saint-Lubin-en-Vergonnois
- Saint-Sulpice-de-Pommeray